# Rock City (Riot)
Rock City è un album discografico del gruppo musicale statunitense Riot, pubblicato nel 1977 dalla Fire Sign Records.

## Il disco
Realizzato da tre produttori differenti, gran parte del disco include brani tratti da demo composte assieme al bassista Phil Fiet e al tastierista Steve Costello, allontanatisi dal gruppo poco prima dell'inizio delle registrazioni dell'album.
Inizialmente pubblicato dall'etichetta discografica indipendente Fire Sign Records, fu in seguito ridistribuito dalle etichette Attic Records e Ariola. Nel 1993 fu inoltre ripubblicato in formato CD dall'etichetta Metal Blade.

## Tracce
1. Desperation – 2:43 (Phil Fiet, Mark Reale, Guy Speranza)
2. Warrior – 3:50 (Steve Costello, Mark Reale, Guy Speranza)
3. Rock City – 3:27 (Phil Fiet, Mark Reale, Guy Speranza)
4. Overdrive – 4:10 (Mark Reale, Guy Speranza)
5. Angel – 3:36 (Mark Reale, Guy Speranza)
6. Tokyo Rose – 4:19 (Mark Reale, Guy Speranza)
7. Heart of Fire – 3:00 (Mark Reale, Guy Speranza)
8. Gypsy Queen – 3:55 (Mark Reale, Guy Speranza)
9. This is What I Get – 4:12 (Mark Reale, Guy Speranza)

Durata totale: 33:12

## Formazione
- Guy Speranza - voce
- Mark Reale - chitarra
- L.A. Kouvaris - chitarra
- Jimmy Iommi - basso
- Peter Bitelli - batteria